# Ephraim King Wilson (1821–1891)

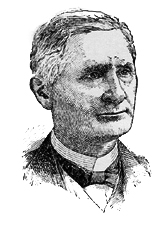
Ephraim King Wilson

Ephraim King Wilson, född 22 december 1821 i Snow Hill, Maryland, död 24 februari 1891 i Washington, D.C., var en amerikansk demokratisk politiker och jurist. Han representerade delstaten Maryland i båda kamrarna av USA:s kongress, först i representanthuset 1873-1875 och sedan i senaten från 1885 fram till sin död. Han var son till kongressledamoten Ephraim King Wilson.
Wilson utexaminerades 1840 från Jefferson College (numera Washington & Jefferson College) och arbetade som lärare i sex år. Han studerade sedan juridik och inledde 1848 sin karriär som advokat i Snow Hill. Han var elektor för Franklin Pierce i presidentvalet i USA 1852.
Wilson lämnade 1867 advokatyrket och var sedan verksam som jordbrukare. Han efterträdde 1873 Samuel Hambleton som kongressledamot. Han efterträddes 1875 av Philip Francis Thomas. Wilson arbetade sedan som domare 1878-1884. Han efterträdde 1885 James Black Groome som senator för Maryland. Han avled 1891 i ämbetet och efterträddes av Charles Hopper Gibson.
Wilson var presbyterian. Han gravsattes på Makemie Memorial Cemetery i Snow Hill.